# Lega di Peja
La Lega di Peja (in albanese Lidhja e Pejës), nota anche come Lega di İpek o di Besa-Besë era un'organizzazione politica albanese fondata nel 1899 nella città di İpek (oggi Peć), nel Vilayet del Kosovo dell'Impero ottomano. Era guidata da Haxhi Zeka, un ex membro della Lega di Prizren, e condivideva lo stesso obiettivo di ottenere un vilayet albanese autonomo all'interno dell'Impero ottomano. Questa organizzazione fu incoraggiata e sostenuta dall'Austria-Ungheria ed era diretta contro le riforme ottomane e contro i serbi del Vilayet del Kosovo.
I circoli patriottici albanesi avvertivano la necessità di creare una nuova organizzazione, simile alla prima Lega di Prizren, di includere tutte le terre albanesi e metterle di fronte a un movimento nazionale.
I primi tentativi per la creazione della Lega iniziarono nel settembre 1896. Haxhi Zeka fu nominato capo di questo movimento dai più influenti capi albanesi nella provincia ottomana del Kosovo (il Vilayet del Kosovo era una delle quattro province ottomane, chiamati vilayet, con una significativa presenza albanese).
I capi albanesi guidati da Haxhi Zeka organizzarono un incontro a Yakova (oggi Gjakova) nel marzo-aprile 1897 come primo passo per la creazione della lega. Le due correnti principali della Lega erano composte dai conservatori e dai radicali. Il primo gruppo dei membri conservatori e più moderati voleva che cinque vilayet (incluso anche il Vilayet di Salonicco) fossero uniti nel vilayet albanese mentre il secondo gruppo dei membri più radicali voleva la piena autonomia amministrativa per i quattro vilayet riuniti nel vilayet albanese.
La Lega terminò la sua attività nel 1900 dopo un conflitto armato con le forze ottomane. Zeka fu assassinato nel 1902 da Adem Zajmi, un agente serbo.